# 嵐にしやがれ
『嵐にしやがれ』（あらしにしやがれ、英称：ARASHI NI SHIYAGARE）は、2010年（平成22年）4月24日から2020年（令和2年）12月26日まで日本テレビ系列で土曜日の夜に放送されていたバラエティ番組。嵐の冠番組の1つ。

## 概要
日本テレビではそれまでにも深夜帯で8年間に渡り嵐の冠番組（『真夜中の嵐』→『Cの嵐!』→『Dの嵐!』→『Gの嵐!』→『嵐の宿題くん』）が放送されてきたが、本番組は時間帯がプライムタイムに進出する形となり、放送内容やスタッフも大きく刷新されている。また、放送期間中に2度の大幅なリニューアルが行われた。
番組開始時点では土曜22:00 - 22:54枠での放送であった。2017年4月15日から、同年3月まで土曜21時枠で放送されていた『土曜ドラマ』と枠交換する形で、土曜21時のゴールデン枠に繰り上がった。
2014年6月21日より公式Twitterを開始。
2011年から2020年までは毎年元日（1月1日）に『元日はTOKIO×嵐』の第2部として、2時間超のスペシャルを放送していた。うち、2012年-2014年は日本テレビの過去のヒット番組のリメイク版をおくる特別編「日テレの怪物番組が嵐で大復活！」を、2015年-16年はゲストをおもてなす特別編「嵐旅館」を放送。2011年・2017年-2020年は通常回のスペシャル版を実施。
2012年・2013年・2019年には本番組内で、その年の『24時間テレビ』のチャリティーマラソンランナーの発表を、2012年 - 2014年・2017年・2019年にはその年の同番組のメインパーソナリティの発表を行った。番組放送終了後の2021年は後番組である『1億3000万人のSHOWチャンネル』でメインパーソナリティを発表した。
2012年から2019年まで『24時間テレビ』の深夜枠にて、生放送で行われた。2020年は新型コロナウイルスの影響により、出演者・スタッフの安全面に最大限配慮し、生放送ではなく事前収録で放送。メインパーソナリティーの「記念館」やギネス世界記録に挑戦した。
2014年以降、本番組で『THE MUSIC DAY』『日テレ系音楽の祭典　ベストアーティスト』の内容を発表している。2015年以降は『THE MUSIC DAY』内で、当番組の特別編を放送していた。
番組最高視聴率は2010年9月25日放送分の18.5%。

### 新型コロナウイルスへの対応
2020年5月9日からは、新型コロナウイルスの深刻化に伴い、スタジオでの収録は当面の間中止となり、嵐5人とゲストは局内の別々の場所からスタジオセットをCG化した画像を合成したクロマキーをバックにリモート収録が行われていた。2020年9月5日放送分からは、新型コロナウイルス感染拡大防止で嵐5人とゲストの間にアクリル板を設置し、ソーシャルディスタンスを確保しながらスタジオでの収録が再開された。

### 番組の終焉
2020年9月10日、12月31日をもって嵐が活動を休止することに伴い、番組が12月26日をもって終了することが発表された。26日の最終回は、4時間スペシャル（一部生放送）として放送され、これをもって10年9か月の放送に終止符を打った。なお、同日は夜のスペシャルに先立ち、13時30分から一部地域を除いて、『嵐にしやがれ最終回目前!!永久保存しやがれ!!』と題した3時間半の事前スペシャルが放送された。最終回の視聴率は18.2％で先述の最高視聴率に次ぐ、歴代2位の記録で有終の美を飾った。
2021年1月16日から2024年3月16日まで櫻井、放送終了時の多くのスタッフやスタジオセットの一部を続投した後継番組『1億3000万人のSHOWチャンネル』が放送され、現在も不定期に特番が放送されている。さらに2025年5月17日には「相葉雅紀のツーリング企画」をベースにスタッフが再集結した復活特番『相葉モータース』が放送される。
女性自身の「復活してほしい嵐の番組」第1位。

## 番組内容の変遷

### 第1期「超即興バラエティー」
2010年4月〜2013年9月。番組オープニングでは『超即興バラエティー 嵐にしやがれ』とコールされていた。当時『しゃべくり007』等を担当していた川邊昭宏が企画・演出を務めていた。スタッフが共通し、映画「007シリーズ」が由来の「しゃべくり007」に倣って本番組も同じ日本テレビのテレビアニメ「ルパン三世」のBGMを使用していた。
「予定調和一切なし」がモットーに嵐が台本なしで番組に出演。MCである嵐が「ゲストが誰なのか?」、「そのゲストと何をするのか?」を一切知らされず、即興で番組に臨む。原則的に嵐メンバーよりも年上の男性がアニキゲストとして出演。「～しやがれ」という指令をもとにアニキゲストとのトークセッションや企画を通じ、そのゲストから学んでいく。
TOKIOの城島茂と国分太一、少年隊の東山紀之など事務所の先輩（且つ年上）が出演した際は公式サイト内で「リアルアニキ」と紹介されていた。

### 第2期「ゲストと一緒に議題を考えるバラエティー」
2013年9月〜2015年3月。番組タイトルは『ゲストと一緒に議題を考えるバラエティー 嵐にしやがれ』と紹介された。第1期に引き続き川邊昭宏が企画・演出を担当。
「学ぶ嵐から考える嵐」をモットーにゲストが持ち込んだ議題を嵐と一緒に考える。このリニューアル以降、女性ゲストや嵐のメンバーより年下の人が出演されるようになった。リニューアル初回はレギュラー放送初の生放送が行われた。
しかし、約1ヶ月後には、リニューアルの目玉である「議題」が放送されなくなり、様々なゲストにまつわるスタジオ企画が開始され、普通のトークバラエティに近い形になった。ロケ企画も不定期に開始され、2014年6月以降は飲食店等で会食形式でのトーク企画も試みられたが、2015年1月以降、再びスタジオ企画の割合が増え、ロケ・スタジオ企画を交互に放送していた。

### 第3期 「サタデーナイトLIVE」
2015年4月〜最終回。企画・演出が川邊から『世界の果てまでイッテQ!』や『月曜から夜ふかし』、『うわっ!ダマされた大賞』等を務める古立善之に交代され、ナレーターの立木文彦による出演者弄りやツッコミ、テロップの書式や効果音の活用などの共通した点が見られた。川邊はスーパーバイザーを2016年5月まで務めていた。
「世の中のどうでもいい真実を嵐が体を張って解き明かす」がテーマの体当たりバラエティー。オープニングでは『サタデーナイトLIVE 嵐にしやがれ』とコールされていた。これ以後の番組内容は、嵐メンバーのロケと、スタジオゲストを交えたスペシャル企画によって構成、2016年11月19日以降は「隠れ家ARASHI」を加えて放送している。

## 出演者

### MC
- 嵐
  - 大野智
  - 櫻井翔
  - 相葉雅紀
  - 二宮和也
  - 松本潤

### 進行
第1期（セットゲスト）
週替わりでお笑いコンビか日本テレビアナウンサーが担当。以下、担当頻度が高かった人物を記載。
- アンジャッシュ
- オリエンタルラジオ
- オードリー
- サバンナ
- 平成ノブシコブシ
- 勝俣州和
- ピース
- 後藤輝基（フットボールアワー）
- 河本準一（次長課長）
- 羽鳥慎一
- 桝太一
- 松本志のぶ

第3期（デスマッチ進行）
- 吉村崇（平成ノブシコブシ） -デスマッチのない回でもゲスト出演することもあった。

### ナレーター
第1期
- 若本規夫[注 3]
- 真地勇志[注 4]

第2期
- 魚住りえ[注 5]
- 大塚明夫[注 6]

第3期
- 立木文彦 [注 7]
- 林田尚親 [注 8]

#### その他
- 武田広・近石真介・假野剛彦・木村匡也 -2012年-14年元日スペシャル「日テレの怪物番組が嵐で大復活！」を担当。
- 佐藤賢治・窪田等 -第1期の一部コーナー企画や「24時間テレビ最新情報」等を担当。
- 服部伴蔵門 -2015年元日スペシャル「嵐旅館」のみ担当。
- レイチェル・チャン -2016年8月6日のみ担当。
- 前田綾香 -2016年10月15日のみ担当。

## 主なコーナー

### 第1期
噂話を聞き込みやがれ
番組前半のメインコーナー。アニキゲストが「ファンキーガールズ」と呼ばれるアシスタントを呼んで手土産を持参して登場し、ゲストに関する噂について嵐とゲストがトーク。あくまで噂話なのでウソの場合は否定してもOK。また逐一、「即興mission」と称した進行の指示が嵐に伝えられる。1時間全てこのコーナーを行った回や、このコーナーを行わずに下記「嵐に直伝!アニキの三か条!」のみを行うこともある。
嵐に直伝!アニキの三か条!
番組後半のメインコーナー。アニキゲストに関連した三か条を、嵐に伝授するコーナー。
進行役専業の芸人や元日本テレビアナウンサーがセットゲストとして登場することがある。セットゲストがいない回は、現役日本テレビアナウンサーが進行する。また、アニキゲストとして出演したタレントがのちにセットゲストとして登場することもあり、逆にセットゲストとして登場したタレントがのちにアニキゲストになった例もある。
若林正恭（オードリー）がセットゲストとして登場する場合は、相方の春日俊彰が、後述するセットのどこかに紛れて出演するのがお決まりとなっている。初登場の2011年3月26日から3回目の出演（同年5月28日）までは、嵐の5人が事前に若林に対して「今日は春日さんいませんよね?」等と春日がいないことを確認し、若林がいないと答えるやり取りが行われ、春日が登場すると、（春日はいないとウソをついていた）若林をとがめるやり取りがお決まりとなっていた。4回目の出演となった同年7月9日放送以降も冒頭で事前に若林に対して春日の出演有無を確認しているが、現在は春日がいないとウソをつくことはなく、どこかに絶対現れると若林は説明する。2012年2月11日放送では、綾部祐二（ピース）がセットゲストとして登場した際、セットに相方の又吉直樹が紛れ込んでいた。また、春日の登場とは対照的に事務所の先輩であるTOKIOの松岡昌宏がアニキゲストとして登場すると、「待望中の待望!」といって喜んでいたことがあった。
2011年8月13日放送（アニキゲスト：関ジャニ∞）では、収録時間がおしてしまったため、3か条目（本来は尻相撲を予定）は行われずに2か条だけで終了した。
ザ・セット回転しやがれ
「嵐に直伝!アニキの三か条!」で最も多く行われるコーナー。通常アニキゲストが櫻井にセット回転を依頼し、櫻井の「ザ･セット回転しやがれ」というコールにより、ファンキーガールズがレバーを倒してセットを180度回転させる（当初はレバーを倒すシーンが放送されていたが、後に放送されなくなった）。そして、現れたセットにまつわる企画を行う。
セットの中には、アニキゲストがお気に入りの店舗をそのまま再現したものも少なくない。これまでに叙々苑、富士そば、キルフェボン等といった店舗がスタジオで再現されている。
中にはセットに合わせた衣装に着替えることもあり、このときは「お着替えタイム」として別室で着替える。「ザ・セット回転しやがれ」では以下の企画が恒例化していた。
バーチャルぶらりシステム
櫻井やセットゲスト曰く「日本テレビが総力を結集した」「技術を結集した」というシステム。これは嵐・アニキゲスト・セットゲストの目の前にモニターが置かれ、モニターの映像（アニキゲストの思い入れの強い場所等）を見ながら散歩したつもりになるものである。嵐はモニターの映像にあわせるように歩いたり、モニターにあわせた行動（例：滝行のシーンになったら、滝に打たれたつもりになる）をしなくてはならない。なお、タイトルロゴは同じ日本テレビの『ぶらり途中下車の旅』のパロディである。
車を模したセットに搭乗しドライブしたつもりになる「バーチャルドライブシステム、バーチャル夜景システム」、自転車に乗りサイクリングしたつもりになる「バーチャリぶらりシステム」、人力車に乗り観光したつもりになる「バーチャル人力車システム」、釣りしたつもりになる「バーチャルフィッシング」などのアレンジ版も誕生した。
キッチンバトル
アニキゲストと嵐のメンバーが料理で対決する。ジャッジは服部幸應や岸朝子といった料理評論家が行う。2011年5月14日放送では、嵐5人全員による個人戦が行われた。
そうだったのか!○○
アニキゲストの故郷・思い入れの強い場所などを、教室セットを使いクイズなどで紹介する企画で、タイトルの○○には出身地が入る（例：大泉洋は「そうだったのか!北海道」）。教室セットの窓には、とりある場所に応じた景色になるように作られている。タイトルロゴは『そうだったのか!池上彰の学べるニュース』のパロディである。
未知との遭遇しやがれ
嵐メンバーの中から1人が出演するソロコーナー（2010年7月24日放送分のみ、相葉と大野の2人が出演）。
ファンキーガールズがカーテンを開けた先にある、スタジオ内に設置された個室セットで対面した様々なプロフェッショナルから、彼らの極意を学ぶ（プロフェッショナルは、アニキゲストと異なり女性も登場することがある）。そして学んだ後は、ロケ企画でその極意を実践する。プロフェッショナルはロケのVTRを見ており、一部の例外を除き、最後に100点満点で採点を行う。最高得点は2011年6月18日放送で松本が挑んだ書道での120点、最低得点は2011年9月10日で大野がゴーヤーチャンプルーを作るチャレンジでの2点（二宮の採点）、そして2012年3月24日放送の櫻井の「禁断の夜景デビューしやがれ」での2点がある。
2011年6月18日・9月10日・12月17日放送では、1時間全て「未知との遭遇しやがれ」で構成されたスペシャル版「超未知との大遭遇スペシャル」を放送した。
ダンディズム相談所
2010年9月25日の秋のスペシャルから開始。
ゴッドファーザー（男性）&マザー（女性）と呼ばれる、過去に上記「未知との遭遇しやがれ」に出演したプロフェッショナルやアニキゲストが嵐の「小僧丸出しな」子供っぽい悩みを解決する。ゴッドファーザーは「苗字」+「ファーザー」or「マザー」で呼ばれる（例：澤口俊之は「澤口ファーザー」、戸田奈津子は「戸田マザー」になる。女形であるまつ乃家栄太朗は「栄太朗ファーザー」であった。）。もちろん嵐には誰がいるのかは伝えられていないが、現在のところ澤口のみ全て出演している。一番子供っぽい悩みだったメンバーには「ベスト・オブ・小僧」として小便小僧を模したトロフィーを授与される。進行役はビビる大木（2011年6月11日放送では「ダンディーな進行役」と紹介された）。
2010年12月11日放送では、ダンディズム相談所のセットを使い、総集編と反省会を兼ねた「Merryダメ出しmas! 5人で大反省しやがれスペシャル!!」を放送した。このときの天の声もビビる大木であった。
荒野の十人しやがれ
2011年10月8日の秋のスペシャルから行われている対決企画。
セットは西部劇風になっている。嵐の5人による「嵐ガンマン」と、セットゲスト等で登場する芸人5人による「芸人ウエスタン」が料理で対決する。お題となる料理には5つの工程があり、1人1工程を担当する。「保安官」と呼ばれるプロの料理人1人がジャッジを行い、どちらか1チームが勝利。最終的な嵐ガンマンの成績は、6戦中5勝1敗。2012年3月17日放送回までは嵐ガンマンが全勝していたが、同年5月5日放送回で初めて黒星がついた。

### 第2期
Waiting Room
スタジオ収録前に、ゲストも交えて軽いトークをする。一定時間経過した後、収録&番組スタートとなる。
ゲストを勝手に分析・ズバリ嵐目線
嵐がそれぞれ思う、普段からゲストにどんなイメージをもっているのかを発表するコーナー。最後に誰の目線が一番当たっているのかゲストに決めてもらう。
東京イイ店クドイ店
2013年5月4日から開始。嵐のメンバーから2名が出演。
「未知との遭遇しやがれ」に代わるロケコーナー。コンシェルジュ（進行）は渡部建と博多華丸・大吉の博多大吉が交互に務める。店主の個性が強いが味は確かな店を訪れる企画。BGMには沢田研二のサムライ、時の過ぎゆくままにを使用している。
ニノミ屋
2013年10月19日から開始。二宮がMCのコーナー。
情報ライブ ミヤネ屋のパロディ。ゲストがどんな人なのか、どんな人生を歩んできたのかを紐解くコーナー。二宮自身が生放送（2013年9月14日）が行われた後に「最終的にはニノミ屋がやりたい」と言って実現した。本家同様シールを次々とめくり、ゲストに関する情報を披露していく。初回に櫻井から「こんなに大々的にパクって大丈夫なんですか?」と聞かれた二宮は「インスパイアされてるだけ」「たまたま色がカブっちゃったったってだけ」と答えた。このコーナーがきっかけかは定かでは無いが、二宮のことを嵐のメンバーや二宮本人もニノミさんと呼ぶことがある。
2010年11月13日に本家のMCの宮根誠司がアニキゲストに来た時に1度番組のセットを再現し、パロディを行なったことがある。2013年12月21日までのタイトルは情報ライブ ニノミ屋、2014年1月18日から5月31日までのタイトルは初めての情報の嵐 ニノミ屋だった。
2015年1月17日からはこの企画の特別版「知ってるつもり!?」が開始された。この企画はゲストの超基本情報からディープな情報をボードやVTRで紹介するコーナーとなっている。
嘘つきは名優の始まり
2013年11月9日から開始。相葉が進行を務める。
嵐とゲストの演技力対決。6枚のカードの中に1枚だけ「嘘つき」と書かれたカードがあり、全員でカードを引き「嘘つき」を決める。そして全員があるテーマに沿ったエピソードトークを展開するが、「嘘つき」のカードを引いた人だけが、嘘のエピソードを話さなければならない。嘘がバレない演技力と嘘を見抜く洞察力が試されるコーナー。
嵐と初体験
嵐式マッサージ
嵐の知らない世論調査
2014年1月18日から開始。主に櫻井が進行を務める。
スタジオにある共通点で集められた人に嵐のメンバーが様々な疑問を質問し、世の中の動向を探るコーナー。
相葉がサクッと調べた! よっ!やりすぎ屋!
2014年3月1日から開始。相葉がMCのコーナー。
「ニノミ屋」の根掘り葉掘り調べるとは対照的にサクッと調べたコーナー。相葉ボードを全自動で動かしたり、ゲストによってボードの雰囲気が違ったりする（例・有村架純は桜の飾り付け、竹内智香はスノーボード仕様）。しかし相葉の手持ちカンペは自動でスタッフが持ってくる。このコーナーでは相葉を嵐のメンバーがやりすぎくんと呼ぶこともある。
課外授業
2014年4月5日から開始。相葉が進行のコーナー。相葉のみがコーナー最初は登場せず、放送回のテーマに即した「○○雅紀」という名前を付けて登場し進行する。
嵐とゲストが「ゲストが憧れていた事」「ゲストの趣味」などを学ぶコーナー。開始当初から2014年7月5日まではスペシャル限定企画で、基本的に二宮が進行し、男を磨くをコンセプトに男クサイ場所に連れて行く「男クサい課外授業」という内容だった。2014年8月9日からは不定期レギュラーコーナーに昇格し、上記の通りの内容になった。
密会
2014年6月7日から開始。嵐とゲストのコーナー。
「もしも嵐が…」をコンセプトに嵐のメンバーとゲストが都内某所で密会を行い、ゲストの素顔を引き出すコーナー。数台の固定カメラと、主に二宮がハンディカメラで撮影しスタッフは収録中は入らない。今までに行った密会場所は居酒屋が多く行われており、それ以外にもレストラン・回転寿司・焼肉店などで行われている。開始当初はこの企画が毎週行われていたが、2014年8月以降は「課外授業」コーナーがレギュラーに昇格したため、不定期レギュラーコーナーになった。

### 第3期

#### スタジオ企画
デスマッチ
2015年11月28日に「スペシャル企画」内で実施後、2016年1月16日から開始。嵐とゲストが、テーマに沿った絶品料理を賭けて早押しクイズで対決するスタジオ企画。VTRで店舗や料理が紹介され、その後に問題が出題される。早押し音、正解、不正解のSEはアメリカ横断ウルトラクイズのSEを使用。また、非常に惜しい解答の場合、不正解のSEが短く数回連続で鳴らされる。稀に、あまりにもかけ離れた回答で、「心なしかSEが長い」と弄られる場合もあった。
解答席の色は、嵐はメンバーカラー（櫻井は赤、二宮は黄、相葉は緑、大野は青、松本は紫）、ゲストはオレンジかピンクか白で、初期の頃は水色があった。男性ゲストはオレンジか白、女性ゲストはピンク、男性ゲスト2人はオレンジと白、女性ゲスト2人はオレンジとピンクの席である事が多い。席順は向かって左から大野・二宮・櫻井・ゲスト・相葉・松本となっている。また、解答席が特別仕様になる事があり、後述される大野とももいろクローバーZの佐々木彩夏がペアを組んだ際、メンバーカラーが大野が青、佐々木がピンクのため、向かって左半分が青、右半分がピンクの解答席で、早押しランプのカバーも右半分が青、左半分がピンクになる、2018年4月7日放送分のYOSHIKIは、解答席が透明なアクリルになった。
クイズは、紹介された店舗の料理や地域に関する事、紹介された料理の国に関する事、店舗や店主に関するパーソナル問題、料理に関するなぞなぞや謎掛けなど、様々なジャンルから出題される。正解で勝ち抜けとなり、VTRで紹介された料理を試食する事が出来る。先に正解した解答者との料理のシェアも可能（新しい料理を頼む事も可能）である。最後まで正解できなかった1人が「敗者」となり食べられないというルールになっている。
2016年2月27日からは「勝者の特権TIME」という絶品食材にまつわる食べ物を食べたりするミニコーナーや、「視聴者からのメール」と題した嵐に対してデスマッチに関する意見を進行が読み上げるミニコーナーが行われていたが、数ヶ月以内に自然消滅した。2016年10月8日から10月29日までは、進行とは別に、様々な芸能人がプレゼンターとなり、VTR前に魅力などを手短に説明するようになっていた。
2016年11月5日の「卓球デスマッチ」など、クイズ以外の形態で競う場合もある。
特別ルールとして、ゲストが個人ではなくチームで解答して誰か1人が正解すれば全員試食できる（一例として、2020年8月29日放送分のTHE ALFEEは、3人1組でクイズに解答し、誰か1人が正解したら3人全員試食する事ができる。2020年12月19日放送分のNiziUは、7人で出演のため4人と3人にそれぞれ分かれ、チーム内で誰か1人が正解したら、そのチームの他のメンバーも試食する事ができる）、ゲストと嵐がペアとなって誰か1人が正解したらパートナーも試食できる（一例として、2017年7月22日放送分のももいろクローバーZは、嵐と同じメンバーカラーのメンバーとペアを組み、同じメンバーカラーがいない青の大野とピンクの佐々木彩夏がペアを組んで対戦した ）。
2020年5月9日放送分からは、新型コロナウイルス感染拡大防止の観点から、出演者同士のソーシャルディスタンスを守るため、解答者は離れた個別のスペースでの収録となり、解答席の画面向かって左側のワゴンに正解者が食べられる料理が置いてあり、1度正解すれば自由に試食できる。8月8日放送分からは、正解者は料理が準備されている別スペースへ移動して試食、更に正解する前の料理も試食できる。また、先に正解した解答者も、それ以降の料理を解答席で試食する。5月9日放送分では解答者が2×3の六分割で表示され、5月16日以降の放送では解答者の背景がグリーンバック（相葉の解答席は緑であるため、背景がブルーバック）になり、クロマキーでCGのセットに合成される。進行の吉村は、離れた個別のスペースで進行を行い、画面右下の隅に小さく映し出される。
特別ルールとして、既に正解している解答者がもう一度答えて正解の場合、2人以上食べることができない事があり、嵐のメンバーはこれを「2デス（ツーデス）」「3デス（スリーデス）」と呼んでいる。
45回行われた段階での戦績は、同時敗北を含むと二宮は1敗、大野は16敗、相葉は9敗、松本は7敗、櫻井は6敗、残り8敗はゲストである。
2020年10月17日放送分では、大野が番組ロケの帰りの渋滞に巻き込まれて遅刻し、到着した5問目からの参加となり、4問目までは青い解答台のところは空席となっていた。
番組終了後の2022年4月23日に後番組1億3000万人のSHOWチャンネルで、ジャにのちゃんねるのメンバーを迎えて復活。その後同年7月23日より『腹ぺこクイズ対決』と改題しスタート。
嵐カレンダー
2015年4月11日から8月15日まで放送された。何気なく過ごす毎日に隠された、あまり注目されていない記念日を嵐と祝うスタジオ企画。当企画内で行われるのは「○○選手権」などといった嵐とゲストが記念日に関連している企画を行っていた。
スペシャル企画
2015年8月1日以降「嵐カレンダー」のタイトルを省略。内容は「嵐カレンダー」と変わらず、「○○選手権」と称された対決企画やゲストの趣味などをもとにしたスタジオ企画を放送。またジャニーズグループがゲストの回では、粉のプールの上に浮かんだ小さな浮島に順に飛び乗り、より多くの人数が乗られるかを競う「浮き島飛び乗りバトル」が恒例だった。
隠れ家ARASHI
2016年11月19日から開始。都内某所にある巷でウワサの気になる人物だけ入店を許可できるバーの設定で、毎回嵐のメンバー1名が交代で店主を務め、ゲストとトークや企画を展開するスタジオ企画。
しやがれ記念館
2017年4月15日から開始。毎回、嵐のメンバーのうち1名がキュレーター（モーニング姿）となって進行し、ゲストの宝物や特別な想いが詰まった品を展示し、それにまつわるエピソードを伺いゲストの半生を紐解いていくスタジオ企画。毎回、ゲストの名前を冠した「〇〇記念館」として放送している。2018年2月3日以降は櫻井と二宮が交互のキュレーターを務めている。2020年6月13日・20日・27日はデスマッチ対決同様、新型コロナウイルス感染拡大防止のため、グリーンバックが使用されていた（このコーナーはキュレーター以外の4人が椅子しか使われず、相葉もグリーンバック）。同年9月5日以降は、キュレーターと各2人ずつのメンバー席の間に、それぞれアクリル板を設置かつ、一部のメンバー席を本来、他のメンバー席の隣だった位置を、斜め後ろにした上で、スタジオ収録を行っている。2020年11月21日からは12月の最終回へ先駆け、嵐メンバーの記念館が放送された。
| 放送日   | 放送内容       |
| -------- | -------------- |
| 11月21日 | 相葉雅紀記念館 |
| 11月28日 | 櫻井翔記念館   |
| 12月5日  | 二宮和也記念館 |
| 12月12日 | 松本潤記念館   |
| 12月19日 | 大野智記念館   |

#### ロケ企画
THIS IS MJ
2015年4月11日から開始。MJこと松本潤がカッコイイと言われるため様々な事で体を張るロケ企画。当企画内では2015年10月17日から不定期に「カッコイイ一言シリーズ」というスタジオ収録前に松本が旬の食材を求め、その食材が採れる場所に行きうんちくを披露したり、実際に料理をする企画を行っている。またこの企画を行うときVTR前にゲストが「MJ、今日は何してきたの?」と問いをかけ、松本がかっこよく答えるきまりがある。また、2015年11月7日から「スマート対決」という松本と男性芸能人もしくは女性芸能人が、様々なテーマで3番勝負をする企画が定番化し、2016年7月16日から「日本国民総スマート化計画」という松本が国民をスマートにしていく企画も不定期に行っていた。MJに掛けてコーナーのBGMは、マイケル・ジャクソンの「Bad」が使用されている。
MJ倶楽部
2018年1月27日から開始。松本が芸能界のMJの友達、通称「MJ倶楽部会員」とカッコイイ男の遊びを満喫するロケ企画。
毎回、最初の目的の場所に移動する際は、ジャンプして移動する設定だが、ジャンプせずに1人だけ取り残されたり、ジャンプしたはいいがあまり移動していない事がある。また、目的に合うが、少々値が張った食材などを買う時は松本もしくはMJ倶楽部会員の自腹で、ジャンケンで勝った方が支払っている。通称「男気じゃんけん」。
相葉雅紀の代行調査
2015年4月11日から開始。世の人々から寄せられた確かめたいほど確かめるほどでもない疑問をあなたに代わって相葉が解決しようと努力するロケ企画。
当企画では「自動販売機に入らないお金を入れる方法」などの視聴者からの依頼をベースにし、依頼主である視聴者と共に行う調査と、「2020年の東京五輪でも日本代表になれる競技はあるか?」という視聴者からの依頼から発展したシリーズ調査「相葉JAPAN」の2種類ある。相葉JAPANは視聴者から来る調査依頼を元に、その調査に向いている人たちを相葉が招集し、挑む調査企画。6戦行っているが、全敗だった。2015年10月17日放送回・2016年2月20日放送回では「めざせ日本一!相葉JAPAN」として「相葉JAPAN」の模様を放送した。
相葉雅紀のツーリング企画
2018年4月14日から開始。相葉がバイク好き芸能人からツーリングの楽しみ方を学び、一人前のバイク乗りを目指すロケ企画。
第1弾から第10弾までは、バイク好き芸能人と共にツーリングを行う形式だったが、第11弾以降は、基本的に相葉が人とふれあいながらゴールを目指すツーリング形式となった。
2020年10月17日を以て、当番組の最終回に先駆け、2年半続いた当企画が終了したが、前述の通り2025年からは復活特番として継続される。
ニッポン再発見!櫻井翔のお忍び旅行
2015年4月18日から2016年5月7日まで放送された。旅好きアイドル櫻井翔が、日本再発見をするため、旅に出るが、普段の顔で行くと旅先で大パニックになるため、変装して行くロケ企画。そのため、ルールとしては日本を再発見する前に櫻井自身が発見されたら旅は即撤収となる。また、お忍びに成功したら変装を外して帰る。
初期は櫻井がなかなか気づかれず、1人写真を撮ってもらうなど大胆な行動に出ても忍べており、第4弾で初失敗して黄色い歓声を浴びたときには満悦顔を浮かべておりナレーションに「この快感を味わうため（人の多い）浅草寺を選んだに違いない」「スカイツリーも浅草寺も見られなかったが彼の自尊心は保たれた」などとの言われようであった。
これまで19回行われたが、バレたのは浅草編（2015年6月6日放送回）・鎌倉・江の島編（2015年7月25日放送回）・金沢編（2015年9月19日放送回）・軽井沢編（2015年11月14日放送回）・日光編（2015年11月28日放送回）・東京ディズニーランド編（2016年2月6日放送回）・埼玉編（2016年5月7日放送回）。第1-7弾、11弾は櫻井のみのお忍び旅で、第8弾-10弾、12弾-では、櫻井が忍びたい芸能人とパートナーとなり一緒にお忍び旅行を行っている。ルールもどっちかがバレたら片方は旅続行というのが加えられた。
第11弾では「お忍び買い付け」と題し、日本各地の旬な食材をバレずに購入できたらスタジオにいる人たちにご馳走をする企画として放送された。
2016年5月7日放送回で櫻井から、「人と話せない」「こっそり撮るので画が汚い」「思いのほかバレない」という壁にぶち当たったという報告があったため、当企画を終了した。
ニッポン再発見!櫻井翔のいきなり取材
2016年6月4日から2017年1月21日まで放送された。櫻井が、毎回日本全国津々浦々、いきなり訪れてその土地の魅力を再発見するロケ企画。再発見する対象は、県全体もあれば、ある県の市町村だけ、大学などの公共施設だけの場合もある。
この企画で櫻井は毎回のロケで店の定休日、ロケ先に行けないなど運が悪いことが多く、「引きの弱さは天下一品」と事あるごとに言われていた。この企画でも混乱を避けるため事前のアポはとっておらず、大人数がいるところに出没した時、黄色い歓声を浴びては櫻井がにやけるのがお約束。
ニッポン再発見!8時間の翔旅行
2017年2月4日から10月21日まで放送された。櫻井が8時間という制限時間の中、あらかじめロケに行く先に許可を取った上、その土地の魅力を再発見する小旅行を行うロケ企画。
櫻井翔の朝活
2018年5月19日から開始。日本全国の朝活スポットに櫻井が出かけ、ニッポンの朝を再発見し、夜型人間の櫻井が、朝型人間を目指すロケ企画。
櫻井翔 ○○へ行く!
2018年12月8日から開始。話題になっている所に櫻井が行って、櫻井と一緒に皆さんもいろいろ勉強してもらおうというロケ企画。
この企画の実質的な前身として、2018年10月27日に「櫻井翔in大阪桐蔭高校」として同様の内容を放送した。
二宮和也の小っちゃな野望
2015年4月11日から開始。世のため、人のため、そして我のため、二宮が様々な野望（やりたい事）を行うロケ企画。ただ、そのほとんどが二宮ではなくスタッフの野望であるため、VTRのオープニングで二宮が反論をすることも少なくはない。
大体歴史に関する物が多く、兜を被ってみたりするのが多かったが、その後、勝ちたいシリーズと銘打ってアスリートと対決する企画が増えた。
2016年5月21日放送回では笑点とのコラボ企画で笑点メンバーの野望を叶える「笑点メンバーの小っちゃな野望」として放送された。
大野智の作ってみよう
2015年4月11日から開始。手先が器用な大野が物の作り方を学びその技術を習得するロケ企画。
当企画内では、2016年7月16日から「巨大化シリーズ」という大野が身の回りのあらゆるものを巨大化して作る企画を、2017年3月11日から「ゲストと思い出作ってみよう!」という楽しい事がないとこぼす大野をゲストのやりたい事に付き合わせその中で楽しさを見つけられるかという企画を不定期に行っている。
全国の港から港へ!進め大野丸!
2018年3月17日から開始。大野が叶えたい夢「自分の操縦する船で海に出てマグロを釣る」というのを目標にして、様々な海で操縦特訓をしていくロケ企画。2018年3月17日・4月7日・2019年3月16日は、「大野智の船舶免許取得プロジェクト」、同年4月21日は「大野智の船舶免許プロジェクト」として放送し、同年6月9日から今のタイトルになった。
この企画の最初の目標は二級小型船舶免許を取得することで、同年4月7日放送の2時間SPで、大野は二級小型船舶免許を取得した。さらに2019年3月16日の放送で、大野は一級小型船舶免許を取得した。
同年7月14日から、次なる目標として「大野丸日本一周プロジェクト」が始動した。大野丸で日本の海を巡り、操船の技術を学ぶとともに、各地の海の魅力を届ける。初回は、東京湾から始まり、徐々に西の方から廻っている。
大野智の実験企画
2018年12月1日から開始。毎日に刺激がないとボヤく大野を生き生きさせる不定期ロケ企画。
この企画の実質的な前身として、2018年9月8日に放送された「隠れ家ARASHI出張編」で同様の内容を放送した。
ヒロシとサトシのソロキャンプ
2020年5月16日から開始。大野がカリスマキャンパーとして話題のヒロシと共に、ソロキャンプを行うロケ企画。同年9月19日の2時間SPでは、「サトシのソロキャンプ」として行われ、櫻井をゲストに大野が自力でソロキャンプを行った。
大野とヒロシは、この企画で仲良くなり、プライベートでも2人でキャンプに行く程の仲になった。

### 嵐LIVE
2013年9月14日（第2期初回）から開始。嵐が自身の曲を披露するコーナー。主にシングル曲の発売日前後に編成される。2016年2月27日放送回では、「嵐にしやがれ SPECIALLIVE」として放送された。また2019年6月22日の放送回では嵐の20周年を記念し「20周年スペシャルライブ」が行われ嵐の20年間の傑作映像をバックに2004年の24時間テレビで披露され、同局系アテネオリンピック中継テーマソングのHeroと大野智が主演したドラマ怪物くんの主題歌であるMonsterが披露された。
- 感謝カンゲキ雨嵐、Endless Game[注 24]（2013年9月14日）
- A・RA・SHI、SUNRISE日本、君のために僕がいる、a Day in Our Life、ハダシの未来、PIKA★★NCHI DOUBLE、サクラ咲ケ、きっと大丈夫、Love so sweet、truth、Believe、果てない空、迷宮ラブソング、ワイルド アット ハート、Breathless（2014年1月1日）
- Bittersweet（2014年2月8日）
- Road to Glory（2014年2月15日）
- GUTS !（2014年5月3日）
- 誰も知らない（2014年6月14日）
- Sakura（2015年2月28日）
- 青空の下、キミのとなり（2015年5月16日）
- 愛を叫べ（2015年9月5日）
- 復活LOVE（2016年2月27日）
- I seek（2016年5月21日）
- Power of the Paradise（2016年9月10日）
- つなぐ（2017年6月24日）
- Doors 〜勇気の軌跡〜（2017年11月4日）
- 白が舞う（2018年2月17日）
- 夏疾風（2018年7月28日）
- 君のうた（2018年10月27日）
- Hero、Monster（2019年6月22日）
- BRAVE（2019年9月14日）
- Do you...?（2020年10月31日）
- 感謝カンゲキ雨嵐（2020年12月26日）

## ネット局
| 放送対象地域   | 放送局                    | 系列                                         | 放送日時                     | ネット状況    | 備考      |
| -------------- | ------------------------- | -------------------------------------------- | ---------------------------- | ------------- | --------- |
| 関東広域圏     | 日本テレビ（NTV）         | 日本テレビ系列                               | 土曜 21:00 - 21:54           | 制作局        | 制作局    |
| 北海道         | 札幌テレビ（STV）         | 日本テレビ系列                               | 土曜 21:00 - 21:54           | 同時ネット    |           |
| 青森県         | 青森放送（RAB）           | 日本テレビ系列                               | 土曜 21:00 - 21:54           | 同時ネット    |           |
| 岩手県         | テレビ岩手（TVI）         | 日本テレビ系列                               | 土曜 21:00 - 21:54           | 同時ネット    |           |
| 宮城県         | ミヤギテレビ（MMT）       | 日本テレビ系列                               | 土曜 21:00 - 21:54           | 同時ネット    |           |
| 秋田県         | 秋田放送（ABS）           | 日本テレビ系列                               | 土曜 21:00 - 21:54           | 同時ネット    |           |
| 山形県         | 山形放送（YBC）           | 日本テレビ系列                               | 土曜 21:00 - 21:54           | 同時ネット    |           |
| 福島県         | 福島中央テレビ（FCT）     | 日本テレビ系列                               | 土曜 21:00 - 21:54           | 同時ネット    |           |
| 山梨県         | 山梨放送（YBS）           | 日本テレビ系列                               | 土曜 21:00 - 21:54           | 同時ネット    |           |
| 新潟県         | テレビ新潟（TeNY）        | 日本テレビ系列                               | 土曜 21:00 - 21:54           | 同時ネット    |           |
| 長野県         | テレビ信州（TSB）         | 日本テレビ系列                               | 土曜 21:00 - 21:54           | 同時ネット    |           |
| 静岡県         | 静岡第一テレビ（SDT）     | 日本テレビ系列                               | 土曜 21:00 - 21:54           | 同時ネット    |           |
| 富山県         | 北日本放送（KNB）         | 日本テレビ系列                               | 土曜 21:00 - 21:54           | 同時ネット    |           |
| 石川県         | テレビ金沢（KTK）         | 日本テレビ系列                               | 土曜 21:00 - 21:54           | 同時ネット    |           |
| 中京広域圏     | 中京テレビ（CTV）         | 日本テレビ系列                               | 土曜 21:00 - 21:54           | 同時ネット    |           |
| 近畿広域圏     | 読売テレビ（ytv）         | 日本テレビ系列                               | 土曜 21:00 - 21:54           | 同時ネット    |           |
| 鳥取県・島根県 | 日本海テレビ（NKT）       | 日本テレビ系列                               | 土曜 21:00 - 21:54           | 同時ネット    |           |
| 広島県         | 広島テレビ（HTV）         | 日本テレビ系列                               | 土曜 21:00 - 21:54           | 同時ネット    |           |
| 山口県         | 山口放送（KRY）           | 日本テレビ系列                               | 土曜 21:00 - 21:54           | 同時ネット    |           |
| 徳島県         | 四国放送（JRT）           | 日本テレビ系列                               | 土曜 21:00 - 21:54           | 同時ネット    |           |
| 香川県・岡山県 | 西日本放送（RNC）         | 日本テレビ系列                               | 土曜 21:00 - 21:54           | 同時ネット    |           |
| 愛媛県         | 南海放送（RNB）           | 日本テレビ系列                               | 土曜 21:00 - 21:54           | 同時ネット    |           |
| 高知県         | 高知放送（RKC）           | 日本テレビ系列                               | 土曜 21:00 - 21:54           | 同時ネット    |           |
| 福岡県         | 福岡放送（FBS）           | 日本テレビ系列                               | 土曜 21:00 - 21:54           | 同時ネット    |           |
| 長崎県         | 長崎国際テレビ（NIB）     | 日本テレビ系列                               | 土曜 21:00 - 21:54           | 同時ネット    |           |
| 熊本県         | くまもと県民テレビ（KKT） | 日本テレビ系列                               | 土曜 21:00 - 21:54           | 同時ネット    |           |
| 大分県         | テレビ大分（TOS）         | 日本テレビ系列 フジテレビ系列                | 土曜 21:00 - 21:54           | 同時ネット    |           |
| 鹿児島県       | 鹿児島読売テレビ（KYT）   | 日本テレビ系列                               | 土曜 21:00 - 21:54           | 同時ネット    |           |
| 福井県         | 福井放送（FBC）           | 日本テレビ系列                               | 日曜 0:55 - 1:49（土曜深夜） | 遅れネット    | [ 注 26 ] |
| 宮崎県         | テレビ宮崎（UMK）         | フジテレビ系列 日本テレビ系列 テレビ朝日系列 | 日曜 0:55 - 1:49（土曜深夜） | 3時間55分遅れ | [ 注 27 ] |
| 沖縄県         | 琉球放送（RBC）           | TBS系列                                      | 火曜 23:59 - 翌0:59          | 遅れネット    | [ 注 28 ] |

### 放送時間の変更・休止
土曜22時枠時代は、前座番組『土曜ドラマ』の作品の拡大版及び、19時台からの2時間半の特別番組を放送した際は、9分～30分遅れで放送した。その場合『土曜ドラマ』の拡大版からジャンクション無しでステブレレスで接続されることもあった。
当番組の前座番組及び『土曜ドラマ』を2時間スペシャルで放送する場合の他、『有吉大反省会』など改編期の特別番組やオリンピック・ラグビーワールドカップなど国際的なスポーツイベントの中継が編成された場合は休止された。
2011年3月12日、東北地方太平洋沖地震（東日本大震災）に関連した『NNN報道特別番組』の放送のため休止になり、同日放送だった分に関しては翌週3月19日に延期されて放送された。「嵐に直伝!アニキの三か条! 」の3か条目をカットし、震災で被災した人やテレビを見ている子供たちに向けてメッセージが発信された。
- 冒頭で5人がメッセージを伝える[12]。
- 番組終盤で歌のメッセージとして『果てない空』を披露。
- エンディングで大野が怪物くんに扮して登場、怪物くんが子供向けにメッセージを伝える[13]。

ほか、野球中継やバレーボール中継編成の際は、以下のように大幅に繰り下げて放送する事もあった。
- 2012年10月20日、『プロ野球・セ・リーグ クライマックスシリーズ ファイナルステージ・巨人×中日第4戦』の延長の為、22:15 - 23:09に繰り下げて放送。
- 2012年10月27日、『プロ野球・コナミ日本シリーズ2012 第1戦 巨人×日本ハム』（18:05 - 21:34。40分延長）の為、22:40 - 23:34に繰り下げて放送。
- 2012年11月3日、『プロ野球・コナミ日本シリーズ2012 第6戦 巨人×日本ハム』（18:05 - 21:49。55分延長）放送の為、22:55 - 23:49に繰り下げて放送。
- 2014年10月18日、『プロ野球・セ・リーグ クライマックスシリーズ ファイナルステージ第4戦 巨人×阪神』（19:00 - 21:44。50分延長）ならびに『ダッグアウト』（21:44 -21:54）放送の為、23:00 - 23:54に繰り下げて放送。
- 2016年10月最終週、『プロ野球SMBC日本シリーズ2016 第6戦 広島×日本ハム』（18:30 - 22:38。104分延長）ならびに『ダッグアウト』（22:38 - 22:59）放送の為、日付が変わって同年10月30日（日曜日）0:05 - 0:59に繰り下げて放送。
- 2017年9月9日、『グラチャンバレー2017 女子4日目 日本対アメリカ』（19:00 - 22:04。70分延長）の延長の為、22:10 - 23:04に繰り下げて放送。
- 2017年9月16日、『グラチャンバレー2017 男子4日目 日本×イラン』（19:00 - 21:19。25分延長）の延長の為、21:25 - 22:19に繰り下げて放送。
- 2020年11月21日、『SMBC日本シリーズ2020 第1戦 巨人×ソフトバンク』（18:00 - 21:54。60分延長）の延長の為、22:00 - 22:54に繰り下げて放送。

## スタッフ
- 企画・演出：古立善之（2015年4月11日 - ）
- ナレーター：立木文彦、林田尚親（共に2015年4月11日 - ）
- 構成：桜井慎一、石塚祐介、アリエシュンスケ、成瀬正人、大谷裕一、木南広明
- 美術：葛西剛太
- デザイン：北村春美【毎週】／栗原純二【不定期】
- 大道具：田中庸之
- 小道具：米山幸市（テレフィット）
- 電飾：池田大介（2018年10月13日 - ）
- リサーチ：増田崇志（2017年10月14日 - ）
- TM：望月達史（2018年6月2日 - ）
- SW：米田博之【毎週】、蔦佳樹【週替り】
- CAM：日向野崇【毎週】、福田伸一郎【週替り】／榎本丈之
- MIX：中村宏美【毎週】、原秀彰【週替り】
- VE：三崎美貴
- 照明：小川勉、谷田部恵美、粂野高央【週替り】
- 音効：保苅智子（2015年4月11日 - ）
- モニター：ミジェット
- 編集：佐藤弘一（スタジオヴェルト）
- MA：丸山輝幸（スタジオヴェルト）
- デスク：津下佳子
- スタイリスト：櫻井賢之
- 美術協力：日テレアート
- 技術協力：NiTRo、ヌーベルバーグ、東京オフラインセンター【毎週】、ティ・ピー・ブレーン、セッターズ、スウィッシュ・ジャパン、Zeta【週替り】／EAT、エイ・フィールド、極東電視台、WishPro、FINDERS、池田屋、八進
- 協力：ジャニーズ事務所
- AD：河崎千佳子、松本花野（松本→一時離脱►復帰）、加納侑哉、井上実祈、上原愛沙菜、則武有希子、小林愛、太宰里美、今井希、佐藤文香、山中里桜、寛平凪沙、中野瑞保、藤田安希、布施磨依、金澤零【週替り】／内田享佑、竹中修、田中もも、芝崎正尭、一之瀬偉史、安達裕美、山本雄暉、立田悠介、永山洋、角谷幸樹、柳沼元気、茶野正一朗、小磯千尋、間嶋涼太、樋口弘樹、久島拓也
- AP：平山美由紀【毎週】、髙橋孝平（髙橋→以前はAD►一時離脱►復帰）、海老名和香（海老名→一時離脱►復帰）、笹村啓太、塩水可菜子（塩水→以前はAD）、水谷美里（水谷→以前はAD）、北村桃子、三上由貴【週替り】
- ディレクター：田中克弥（田中→以前はAD）、小田葉月、伊澤翔太（伊澤→以前はAD）、松尾郁弥、前川瞳美、川上渡、加藤健太、牧野郁人（牧野→以前はAD）、木下誠、丸山将人、増田雄太（以前はチーフディレクター）、斉藤芳之、清水奈津子、清水智博、菅沼修平（以前はチーフディレクター）、平林淳【週替り】／田中竜登、中村文彦、岩淵渡、金光豪、中尾有美子、金山武志、川端洋輔、吉田直也、早田翔
- チーフディレクター：石﨑史郎（ディレクターの回あり）、黒石岳志（以前はディレクター）、鈴木和昭（ディレクターの回あり）、仲西正樹（以前はディレクター）、川俣和也（以前はディレクター）【週替り】／渡辺春佳
- プロデューサー：國谷茉莉（國谷→2018年12月1日 - ）、宮崎慶洋（宮崎→2020年10月17日 - ）／吉田一浩、古賀絢子（古賀→2015年4月11日 - ）【毎週】、影山幸子（影山→以前はAP）、森下典子（森下→以前は毎週P）、大橋あり（大橋→2017年4月15日 - ）、藤井理絵（藤井→2019年11月30日 - ）、渡部祐一（渡部→2019年12月14日 - ）、佐藤理恵（佐藤→2019年12月14日 - ）、中條直子（中條→2018年8月11日 - ）【週替り】
- チーフプロデューサー：江成真二（2020年10月17日 - 、2017年1月14日 - 2019年5月25日まではプロデューサー→2019年6月1日 - 2020年9月26日までは統轄プロデューサー）
- 制作協力：モスキート、DAYDREAM（旧・SINGARI）、いまじん、ZION、AX-ON
- 制作著作：日本テレビ

### 過去のスタッフ
- 企画・演出→スーパーバイザー：川邊昭宏
- ナレーター：若本規夫、真地勇志、魚住りえ、大塚明夫
- リサーチ：大森智仁・竹内陽（フルタイム）、笹川太志、加奈山明代、石井菜摘
- 美術：林健一、大川明子
- デザイン：浅田一花
- 大道具：草野哲之（俳優座劇場）
- 電飾：佐藤勉（コマデン）
- リサーチ：林秀樹
- TM：佐治佳一、樋口正史（樋口→2014年1月25日-2016年5月28日）、吉松耕司（吉松→2016年6月4日-2018年5月26日・2020年4月18日-25日）
- AUD：吉田航
- MIX：大島康彦
- VE：笈川太
- 照明：安井雅子、宮田千尋、名取孝昌（名取→2019年1月19日 - 5月）
- CG：キャニットG、ティ・ビィ・グラフィックス
- 音効：加藤つよし
- TK：近藤奈々
- 編集：高橋毅・前田孝介・杉原由葵（スタジオヴェルト）
- スタイリスト：末高陽子
- イラスト：泉州HIGE工房
- 技術協力：日放、ハイロテック
- 編成：戸田一也、瀬戸口正克、越部憲洋、小野隆史、吉無田剛、渡瀬慶吾、久保真一郎
- 宣伝→広報：斉藤由美
- 営業：梶原美緒
- AD：森川高行、近洋介、新居真人、佐藤みなみ、荒川雅之、山田美穂、森部裕治郎、伊藤祐輔、芦田雄一、安田真弓、大久保翔太、澁谷優介、髙橋史也、檜山黄菜、宮田光、藤森有貴、村松佑亮、山田明子、小澤郁美、西田志帆、佐藤啓、山口和也、河原由希奈、齋藤恵介、浅川拓哉、金子大和、久保陸、村松千晶、樋口拓也、五十嵐力、組野航、河崎真穂、花澤克哉、河村美希、秋山渉、山本夕莉奈、橋場洸人、藤井千裕、松本美咲、齋藤直人
- AP：谷田貝慶子、若松七重、済本明里、高梨織江、清千里、柳喜祥、土田麻衣子、村越多恵子、小八重泰臣、金銀善、松川裕範、城美幸、永森有希野（永森→以前はAD）、川原布友美、國枝正樹（國枝→以前はAD）、永井美由紀、峯亜希子、佐藤愛、河野稔之、北村桃子、斉藤詠美
- ディレクター：徳永清孝、牛込剛、倉田敬之、池辺幸子、島田健作、伏貫健介、本橋亜土、深谷圭二、鈴木豊人、宇津浩二、村田欣也、杉本泰規、石原孝昌、石丸貴寛、岡山眞也、内田誠司、生駒真也、熊川隆太、小嶋智仁、水野格、松山岳宗、宮崎浩一（宮崎→以前は毎週D）、宮本将孝、鈴木大介、徳竹陽介、稲元雅俊、竹内由渡利
- チーフ/ディレクター：宮森宏樹、伊藤航、相田貴史、那須太輔、尾之上祐太
- チーフディレクター：上利竜太、岩本智也、中道康夫、久木野大、福島伸次郎、川口信洋（川口→以前はチーフ/ディレクター）、川端鉄也（川端→2017年2月18日のみプロデューサー）
- プロデューサー：環真吾、伊東修、西川宏一、末延靖章／石原由季子、榎元美由紀、長谷川賢一、八木田祐子、羽村直子、原田里美（原田→以前はAP）
- チーフプロデューサー：藤井淳（藤井→以前はチーフクリエイター）、松岡至、田中宏史（田中→以前はプロデューサー）、道坂忠久